# Hattinger Straße
De Hattinger Straße (L307) is een 1,28 kilometer lange Landesstraße (lokale weg) in het district Innsbruck Land in de Oostenrijkse deelstaat Tirol. De weg is een zijweg van de Tiroler Straße (B171) en loopt net ten zuiden van Pettnau (628 m.ü.A.) richting Hatting (616 m.ü.A.), waar de weg onder andere het treinstation Hatting langs de Arlbergspoorlijn passeert.